# Kwaststaartrotskangoeroe
De kwaststaartrotskangoeroe (Petrogale penicillata) is een zoogdier uit de familie van de kangoeroes (Macropodidae). De wetenschappelijke naam van de soort werd voor het eerst geldig gepubliceerd door John Edward Gray in 1827. De soort komt voor in Zuidoost-Australië. Deze soort is voornamelijk 's nachts actief en eet grassen en andere planten.

## Uiterlijk
De kwaststaartrotskangoeroe is een donkere rotskangoeroe met een dikke, ruige vacht. De bovenkant is roodbruin (grijsbruin bij de schouders), de onderkant wat lichter. De ledematen zijn deels zwart. De bovenkant van het hoofd is donkerbruin, met daaronder een witte streep over de wangen. De oren zijn van buiten zwart en van binnen geelbruin. Van het voorhoofd tot ergens op de rug is een donkere rugstreep te zien. Achter de armen zit een zwarte vlek. De lange staart is donker van kleur. De kop-romplengte bedraagt 510 tot 580 mm, de staartlengte 500 tot 700 mm en het gewicht 5000 tot 11000 g. Het karyotype bedraagt 2n=22.

## Verspreiding
De kwaststaartrotskangoeroe komt voor in Zuidoost-Australië van de omgeving van Brisbane (Zuidoost-Queensland) tot de Grampians (West-Victoria) en het nationale park Warrumbungle in het midden van New South Wales.
Aan het einde van de negentiende eeuw is de kwaststaartrotskangoeroe samen met vier andere kangoeroesoorten (de moeraswallaby, de bennettwallaby, de tammarwallaby en de parmawallaby) door gouverneur George Edward Grey geïntroduceerd op enkele eilanden in de Hauraki Golf nabij Auckland in Nieuw-Zeeland. Tegenwoordig worden de kangoeroes daar gezien als schadelijk voor de lokale flora en fauna en worden er bestrijdingsmaatregelen genomen. De kangoeroes zijn inmiddels verdwenen van Rangitoto-eiland en de Motutapu-eilanden en op Kawau-eiland duurt de bestrijding nog voort. In de jaren twintig van de twintigste eeuw zijn ook enkele kwaststaartrotskangoeroes ontsnapt op het eiland Oahu van Hawaï, waar nu nog steeds een kleine populatie leeft.